# Caleb Wiley
Caleb Wiley, né le 22 décembre 2004 à Atlanta (États-Unis), est un joueur international américain de soccer qui évolue au poste d'arrière gauche à Watford FC, en prêt du Chelsea FC.

## Biographie

### Carrière en club
Caleb Wiley intègre l'académie d'Atlanta United à l'âge de onze ans, peu avant les débuts en Major League Soccer de la franchise,,,.
Après s'être illustré avec l'équipe réserve atlantane en USL Championship, Wiley signe un contrat de Homegrown Player avec l'équipe première le 18 janvier 2022,. Il fait ses débuts avec l'équipe fanion de la franchise le 27 février 2022, remplaçant Josef Martínez lors d'une victoire 3-1 à domicile contre le Sporting de Kansas City  en MLS, où il marque le dernier but du match.
Parvenant à se faire une place de choix dans un effectif professionnel diminué par les blessures, Wiley termine la saison 2022 avec un total de vingt-six apparitions en championnat.

### Carrière en sélection
Appelé pour la première fois en équipe des États-Unis des moins de 17 ans début 2020, Wiley joue son premier match en équipe de jeunes américaine le 19 février 2020, étant titularisé lors d'une défaite 2-1 contre l'Espagne, dans le cadre de l'UEFA Development Tournament (en),.
Il est ensuite appelé avec les moins de 20 ans le 5 novembre 2021, âgé alors de seulement 16 ans il est le plus jeune joueur du groupe sélectionné.
Sélectionné pour la première fois par Anthony Hudson en équipe des États-Unis senior en avril 2023,,, Wiley fait ses débuts avec la sélection le 19 avril 2023, remplaçant Sergiño Dest dans les derniers instants d'un match nul 1-1 en amical contre le Mexique,,.

## Statistiques
| Saison                | Club                  | Championnat           | Championnat | Championnat | Championnat | Coupe(s) nationale(s) | Coupe(s) nationale(s) | Coupe(s) nationale(s) | Compétition(s) continentale(s) | Compétition(s) continentale(s) | Compétition(s) continentale(s) | Compétition(s) continentale(s) | Total | Total | Total |
| Saison                | Club                  | Division              | M.          | B.          | P.d.        | M.                    | B.                    | P.d.                  | Comp.                          | M.                             | B.                             | P.d.                           | M.    | B.    | P.d.  |
| 2022                  | Atlanta United        | MLS                   | 26          | 1           | 1           | -                     | -                     | -                     | -                              | -                              | -                              | -                              | 26    | 1     | 1     |
| 2023                  | Atlanta United        | MLS                   | 33          | 4           | 3           | 1                     | 0                     | 0                     | -                              | -                              | -                              | -                              | 34    | 4     | 3     |
| 2024                  | Atlanta United        | MLS                   | 21          | 1           | 1           | 2                     | 0                     | 1                     | LC                             | 2                              | 0                              | 0                              | 25    | 1     | 2     |
| Sous-total            | Sous-total            | Sous-total            | 80          | 6           | 5           | 3                     | 0                     | 1                     | -                              | 2                              | 0                              | 0                              | 85    | 6     | 6     |
| 2024-2025             | RC Strasbourg         | Ligue 1               | 6           | 0           | 1           | -                     | -                     | -                     | -                              | -                              | -                              | -                              | 6     | 0     | 1     |
| 2024-2025             | Watford FC (prêt)     | Championship          | 10          | 0           | 1           | -                     | -                     | -                     | -                              | -                              | -                              | -                              | 10    | 0     | 1     |
| Total sur la carrière | Total sur la carrière | Total sur la carrière | 96          | 6           | 7           | 3                     | 0                     | 1                     | -                              | 2                              | 0                              | 0                              | 101   | 6     | 8     |

### En sélection nationale
| Saison                | Sélection             | Phases finales        | Phases finales | Phases finales | Éliminatoires | Éliminatoires | Ligue des nations | Ligue des nations | Matchs amicaux | Matchs amicaux | Total | Total |
| Saison                | Sélection             | Compétition           | M              | B              | M             | B             | M                 | B                 | M              | B              | M     | B     |
| --------------------- | --------------------- | --------------------- | -------------- | -------------- | ------------- | ------------- | ----------------- | ----------------- | -------------- | -------------- | ----- | ----- |
| 2022-2023             | États-Unis            | -                     | -              | -              | -             | -             | -                 | -                 | 1              | 0              | 1     | 0     |
| 2022-2023             | États-Unis            | -                     | -              | -              | -             | -             | -                 | -                 | 1              | 0              | 1     | 0     |
| 2022-2023             | États-Unis            | -                     | -              | -              | -             | -             | -                 | -                 | 1              | 0              | 1     | 0     |
| Total sur la carrière | Total sur la carrière | Total sur la carrière | -              | -              | -             | -             | -                 | -                 | 3              | 0              | 3     | 0     |